# Проссер, Даниэль
Даниэль Проссер (венг. Prosser Dániel; род. 15 июня 1994 года) — венгерский футболист, нападающий клуба «МТК Будапешт».

## Биография
Даниэль родился в Венгрии, начал карьеру в клубе «Гонвед», затем перешёл в клуб «Академия Пушкаша,» дальше была аренда в клуб «Сепси» затем вернулся из аренды, потом перешёл в клуб «Диошдьёр». В 2020 перешёл в клуб МТК из Будапешта.